# Лили Раш
Лили Раш (енгл.  Lilly Rush) је измишљен лик из америчке криминалистичке и детективске серије Злочини из прошлости, коју тумачи глумица Кетрин Морис. 

## Личност
Лили је у прве две сезоне једини женски детектив. Међутим, тешко је одрасла, пошто је њен отац напустио породицу, док је још била дете и њена мајка је због тога тражила утеху у алкохолу и тако занемарила Лили и њену сестру Кристину, која је спавала с Лилиним вереником. Кад је Лили била још дете, мајка ју је једне ноћи послала у продавницу, и била је нападнута, чак се покушавала и бранити, али нападач је био снажнији је од ње. На крају четврте сезоне ће Лили бити упуцана, али ће ипак успети да преживи. На крају четврте сезоне, ће јој умрти мајка али ће у шестој сезони, пронаћи свог оца и с њиме побољшати односе. Има две мачке.